# Echinogorgia cerea
Echinogorgia cerea is een zachte koraalsoort uit de familie Plexauridae. De koraalsoort komt uit het geslacht Echinogorgia. Echinogorgia cerea werd in 1791 voor het eerst wetenschappelijk beschreven door Esper. 